# 国家テニスセンター
国家テニスセンター（中: 国家网球中心）は中華人民共和国北京市オリンピック公園内にあるテニス施設。2008年北京五輪開催のために建設された。2009年からチャイナオープンが開催されている。

## 施設概要
センターコートはダイヤモンドコートと呼ばれており、2011年9月30日にオープン。最大15000名収容でアジア最大。コートペイントは全米オープンと同じコートを使用している。